# MHC Ⅰ類分子
MHC I类分子（MHC class I），爲兩種MHC（主要組織相容性複合物）分子之一，能夠與長8-13氨基酸殘基的內源性肽段結合，並將之呈遞到細胞表面。MHCⅠ类分子由一條較長的重鏈（α鏈）和一條較短的輕鏈（β）組成。MHCⅠ类分子的輕鏈又稱爲β-2微球蛋白（β2m），並非由MHC基因編碼。人β2m由15號染色體上的B2M基因編碼（人HLA（在人體內MHC稱爲HLA，人類白血球抗原（Human Leukocyte Antigen）基因位於6號染色體上）。屬於第一類MHC的HLA（HLA-A, HLA-B, HLA-C），MHCⅠ类分子的功能爲呈遞內源性抗原，並激活CD8+ T細胞（細胞毒性T細胞，CTL）。
與MHC Ⅱ类分子不同，MHCⅠ类分子在哺乳動物的大部分細胞中都有分布。。可以將MHCⅠ类分子比作細胞的「告示板」，它能夠將細胞內肽（蛋白質）的合成情況展示給CD8+ T細胞，如果後者檢測到不正常之處（如細胞感染病毒時，病毒的蛋白質就會被MHCⅠ类分子呈遞到細胞表面），CD8+ T細胞就會將這個細胞殺死。

## 產生途徑

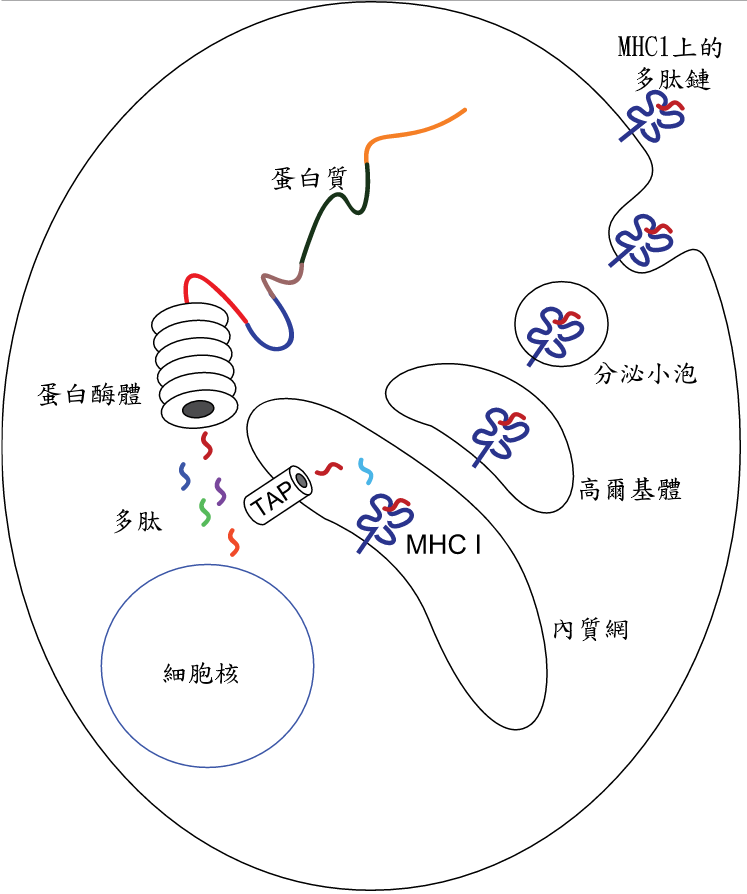
MHCⅠ类分子的產生途徑簡圖

人體蛋白質合成過程中，會產生大量「無用」（如錯誤摺疊）的蛋白質，這些蛋白質會被蛋白酶體水解，產生大量的小肽段。之後，內質網上的TAP轉運蛋白會將這些肽段轉運到內質網腔內，之後，這些肽段會與MHCⅠ类分子前體組合，符合要求的肽段（8-13個氨基酸殘基）會被裝載到MHCⅠ类分子之上，之後，途徑高爾基器，被運到細胞表面。

## 进化史
已有研究表明 ，MHCⅠ类分子存在于所有现存有颔类脊椎动物基因组内，起源于有颔类的最近共同祖先，之后MHC1基因家族在物种形成中经历了许多不同的进化路径。